# Броненосці типу «Прінчіпе ді Каріньяно»
Броненосці типу «Прінчіпе ді Каріньян» (італ. Classe Principe di Carignano) - броненосці Королівських військово-морських сил Італії другої половини 19-го століття. 

## Історія створення
Початково кораблі були замовлені як дерев'яні фрегати, але в процесі будівництва отримали залізну броню.
Через брак досвіду італійських кораблебудівників будівництво кораблів затягнулось, так що лише «Прінчіпе ді Каріньяно» встиг взяти участь в Третій війні за незалежність Італії.

## Конструкція
Всі кораблі дещо відрізнялись своїми розмірами.
Силова установка складалась з восьми парових котлів та однієї парової машини одиночного розширення потужністю 1 968 к.с., яка обертала один гвинт, та забезпечувала швидкість у 10,4 вузлів.
Крім того на трьох щоглах було встановлене вітрильне оснащення класу баркентини.
Озброєння «Прінчіпе ді Каріньяно» складалось з десяти 203-мм гармат та дванадцяти нарізних 164-мм гармат. Озброєння «Мессіни» та «Конте Верде» складалось з чотирьох 203-мм гармат та 18 x 164-мм гармат.
Крім того, кораблі мали таран.
Надводні частини «Прінчіпе ді Каріньяно» та «Мессіни» були обшиті кованою залізною бронею товщиною 121 мм, натомість «Конте Верде» мас залізну броню лише у носовій частині. Решту корабля захищала традиційна дерев'яна броня.

## Представники
| Назва                                         | Верф                                                                 | Закладений           | Спущений на воду     | Вступив у стрій     | Доля                       |
| --------------------------------------------- | -------------------------------------------------------------------- | -------------------- | -------------------- | ------------------- | -------------------------- |
| «Прінчіпе ді Каріньяно» Principe di Carignano | «Cantiere della Foce», Генуя                                         | січень 1861 року     | 15 вересня 1863 року | 11 червня 1865 року | Зданий на злам у 1875 році |
| «Мессіна» Messina                             | «Regio Cantiere di Castellammare di Stabia», Кастелламмаре-ді-Стабія | 25 вересня 1861 року | 20 грудня 1864 року  | лютий 1867 року     | Зданий на злам у 1880 році |
| «Конте Верде» Conte Verde                     | «Cantiere navale fratelli Orlando», Ліворно                          | 2 березня 1863 року  | 29 липня 1867 року   | грудень 1871 року   | Зданий на злам у 1880 році |